# After Dark Horrorfest
After Dark Horrorfest (иначе 8 Films to Die For) — ежегодный фестиваль независимых фильмов ужасов, некоторые из которых имеют секретный бонус. Все картины распространяются компанией After Dark Films (США). Первый фестиваль был проведён в 2006 году. В 2011 году в России в ряде кинотеатров с 16 июня начата демонстрация фильмов ужасов под данным названием. Репертуар состоит из восьми фильмов фестиваля с некоторым добавлением.

## Фильмы

### HorrorFest 2006
- Заброшенный дом / The Abandoned
- en:Dark Ride (film)
- en:The Gravedancers
- Гамильтоны / The Hamiltons
- en:Penny Dreadful (film)
- en:Reincarnation (film)
- en:Unrest (film)
- Dом Zомби / Wicked Little Things

### HorrorFest II 2007
- en:Borderland (film)
- Crazy Eights
- Смерти Иэна Стоуна / The Deaths of Ian Stone
- en:Lake Dead
- Малберри-стрит / Mulberry Street
- en:Nightmare Man (2006 film)
- en:Tooth and Nail (film)
- en:Unearthed (film)
- en:Frontier(s)

### HorrorFest III
- Вскрытие / Autopsy
- en:The Broken (film)
- Эффект бабочки 3: Откровения / Butterfly Effect 3: Revelations
- Вымирающая порода / Dying Breed
- en:From Within (film)
- en:Perkins' 14
- Бойня / Slaughter
- en:Someone Behind You

### HorrorFest 4
- Страх / Dread
- Финал / The Final
- en:The Graves (film)
- en:Kill Theory
- en:Lake Mungo (film)
- The Reeds
- en:Hidden (2009 film)
- ЗМП: Зомби Массового Поражения / ZMD: Zombies of Mass Destruction

### HorrorFest 5
Фестиваль состоял из восьми недель, в каждую из которых показывали по одному или несколько новых фильмов. Это были неделя монстров, неделя ритуалов, неделя проклятий, неделя маньяков, неделя убийц, неделя призраков, неделя инопланетян и неделя зомби.
- 51
- Плодородная почва / Fertile Ground
- Шелуха / Husk
- Добыча / Prowl
- Перезагрузка / Re-Kill
- Вой Банши / Scream of the Banshee
- Близнецы-убийцы / Seconds Apart
- Задание / The Task